# 殷恒
殷 恒（いん こう、生没年不詳）は、南朝宋から斉にかけての官僚。字は昭度。本貫は陳郡長平県。

## 経歴
殷道矜（殷景仁の子）の子として生まれた。大明7年（463年）、太子左率から太子中庶子となった。100日ほどで黄門・領校に転じた。泰始初年、度支尚書となった。父の病にかこつけて怠業していたため、弾劾を受けて散騎常侍・領校尉に左遷された。清官を歴任して、金紫光禄大夫の位に上った。建武年間に死去した。

## 伝記資料
- 『南斉書』巻49 列伝第30
- 『南史』巻27 列伝第17